# Heinrich von Achenbach
Heinrich Karl Julius von Achenbach (ur. 23 listopada 1829 w Saarbrücken, zm. 19 lipca 1899 w Poczdamie) – pruski polityk.
Profesor prawa, założyciel Wolnej Partii Konserwatywnej (Freikonservativen Partei), od 1866 roku poseł sejmu pruskiego a w 1874 poseł Reichstagu. W 1872 zostaje podsekretarzem stanu w pruskim ministerstwie kultury, a w latach 1873–1879 był ministrem handlu Prus. 1878–1879 nadprezydent prowincji Prusy Zachodnie, a 1879 do śmierci nadprezydent Brandenburgii. Opublikował liczne artykuły na temat historii miasta i rejonu Siegen i w 1887 został honorowym obywatelem tego miasta.

Autor złożonego w roku 1886 w Pruskim Sejmie Krajowym tzw. „wniosku Achenbacha”, który „dotyczył ochrony niemiecko-narodowych interesów w prowincjach wschodnich”. 